# Vassili Belov
Pour les articles homonymes, voir Belov.
Vassili Ivanovitch Belov (en russe  Васи́лий Ива́нович Бело́в), né le 23 octobre 1932 dans l'actuel  oblast de Vologda et mort le 4 décembre 2012 à Vologda, est un écrivain, poète et dramaturge soviétique puis russe. C'est un représentant du courant littéraire « la prose de la campagne soviétique » (en russe : деревенская проза, prose de village).

## Biographie
Belov  grandit dans un petit village dans le nord de la Russie, entourée de quatre sœurs, alors que son père a combattu dans la Grande Guerre patriotique (1941-1945). Dans les années 1950, il est formé comme charpentier dans le kolkhoze local. Après le service militaire de 1952 à 1955, il étudie la littérature à l'Institut de littérature Maxime-Gorki de Moscou et devient écrivain. En 1964, il  retourne avec sa femme et sa fille à sa « terre silencieuse » et s'installe à Vologda. Belov est connu comme écrivain de village, principalement des histoires courtes. Une certaine idéalisation de la vie rurale ne peut être niée. Son travail dégage souvent une forte odeur de « sang et du sol ». 
L'œuvre de Belov a remporté plusieurs prix, dont le Prix d'État de l'URSS (1981) et l'ordre de Lénine (1984).
Dans les années 1980, Belov joue un rôle de premier plan dans la direction de l'Union des écrivains soviétiques. De 1989 à 1992, il est député du Soviet suprême.

## Œuvres traduites en français
- Veilles, Gallimard, Paris, 1985

## Source
- (nl) Cet article est partiellement ou en totalité issu de l’article de Wikipédia en néerlandais intitulé « Vasili Belov » (voir la liste des auteurs).